# 常州大学城
常州大学城位于常州市武进区，2003年9月建成，现有6所院校,学生规模大约5.4万人，面积5600亩。其中本科院校1所（常州大学），高职院校5所（常州信息职业技术学院、常州纺织服装职业技术学院、常州工程职业技术学院、常州轻工职业技术学院、常州机电职业技术学院）